# Mratovo
Mratovo es una localidad de Croacia en el ejido del municipio de Promina, condado de Šibenik-Knin.

## Geografía
Se encuentra a una altitud de 246 m s. n. m. a 313 km de la capital nacional, Zagreb.

## Demografía
En el censo 2011 el total de población de la localidad fue de 56 habitantes.
| Gráfica de población de Mratovo 1857-2011                           |
|                                                                     |
| Según los censos de población de la oficina estadística de Croacia. |